# Пунта Сека
Пунта Сека је насеље у Италији у округу Рагуза, региону Сицилија.
Према процени из 2011. у насељу је живело 226 становника. Насеље се налази на надморској висини од 7 м.